# Norwegian International 2023
Die Norwegian International 2023 im Badminton fanden vom 9. bis zum 12. November 2023 in Sandefjord statt.

## Sieger und Platzierte
| Disziplin    | Gold                              | Silber                          | Bronze                              |
| ------------ | --------------------------------- | ------------------------------- | ----------------------------------- |
| Herreneinzel | Andi Fadel Muhammad               | Jakob Houe                      | Pranay Shettigar                    |
| Herreneinzel | Andi Fadel Muhammad               | Jakob Houe                      | Christopher Vittoriani              |
| Dameneinzel  | Talia Ng                          | Irina Amalie Andersen           | Romane Cloteaux-Foucault            |
| Dameneinzel  | Talia Ng                          | Irina Amalie Andersen           | Wiktoria Dąbczyńska                 |
| Herrendoppel | Maël Cattoen Lucas Renoir         | Torjus Flåtten Vegard Rikheim   | Louis Ducrot Quentin Ronget         |
| Herrendoppel | Maël Cattoen Lucas Renoir         | Torjus Flåtten Vegard Rikheim   | Filip Karlborg Mio Molin            |
| Damendoppel  | Amalie Cecilie Kudsk Signe Schulz | Kati-Kreet Marran Helina Rüütel | Sharone Bauer Emilie Vercelot       |
| Damendoppel  | Amalie Cecilie Kudsk Signe Schulz | Kati-Kreet Marran Helina Rüütel | Paulina Hankiewicz Kornelia Marczak |
| Mixed        | Robert Cybulski Kornelia Marczak  | Jacob Ekman Nathalie Wang       | Lucas Renoir Téa Margueritte        |
| Mixed        | Robert Cybulski Kornelia Marczak  | Jacob Ekman Nathalie Wang       | Ting Yen-chen Wang Yi Zhen          |